# 吉田永
吉田 永（よしだ えい、1955年8月 - ）は、日本の地方公務員。東京都水道局長を経て日本水道協会理事長。

## 経歴
埼玉県浦和市（現在のさいたま市）出身。埼玉県立浦和高等学校卒業。1978年（昭和53年）、北海道大学工学部衛生工学科卒業。
同年4月、東京都庁入都。1998年（平成10年）、同赤羽営業所長。2001年、同多摩水道対策本部技術指導課長。2002年、都市計画局航空政策担当課長。2005年、水道局浄水課長。2006年、同西部建設事務所長。2007年、同研修・開発センター所長。2008年同給水部長。2009年、浄水部長。2011年、同多摩水道改革推進本部長。
2013年7月から増子敦の後任として同局長（公営企業管理者）。「水道経営プラン2013」「東京水道施設再構築基本構想」等の方針に基づき、老朽化施設の更新等に尽力。2015年7月退職。
2016年6月から日本水道協会理事長。同年度に生活衛生事業功労者（水道関係功労者）として厚生労働大臣表彰。2022年 (令和4年) 6月に開催された日本水道協会第100回総会で青木秀幸を後任として理事長退任。